# 춘천 방동리 고구려 고분
춘천 방동리 고구려 고분(春川 芳洞里 高句麗 古墳)은 대한민국 강원특별자치도 춘천시 서면 방동리에 있는 고분이다. 1985년 9월 13일 강원특별자치도의 문화재자료 제106호로 지정되었다.

## 개요
고려의 개국공신인 신숭겸의 무덤 남쪽에 있는 2기의 무덤이다.
내부는 크고 작은 깬돌을 포개서 만든 돌방무덤(석실묘)이고, 외부의 봉토는 거의 유실되었다. 천장은 3∼4단의 벽을 쌓아 올리면서 모서리를 죽이고 하나의 큰 판돌을 올려 마무리한 모줄임식천장(말각조정천장)이다.
방동리 무덤은 고구려 무덤의 후기 양식이 지방화 된 형태로, 춘천 지방이 신라가 북상하기 이전인 6세기 중엽에는 고구려 영역이었음을 보여주는 중요한 유적이다.

## 참고 자료
- 방동리고구려고분 - 국가유산청 국가유산포털